# Quendon and Rickling
Quendon and Rickling är en civil parish i Uttlesford i Essex i England.  Den har 587 invånare (2011). Den består främst av byarna Quendon och Rickling.